# ブホヴォ
ブホヴォ（ブルガリア語: Бухово, Buhovo, [ˈbuxovo]）は、ブルガリアの首都ソフィア市内にある町。ソフィアの中心市街の北東24キロメートルに位置する。

## 歴史
新石器時代の中期から後期には、現在地の1.5キロメートル東にブホヴォの集落が存在した。陶器の破片や槌、斧、千枚通しなどが出土している。
1928年には、聖ニコラ教会が建立された。1938年にはドイツの支援を受けて、ウラン鉱山が開発された。
1974年4月9日、ブルガリア人民共和国国家評議会政令1942号により町制施行された。